# Brechbolzen

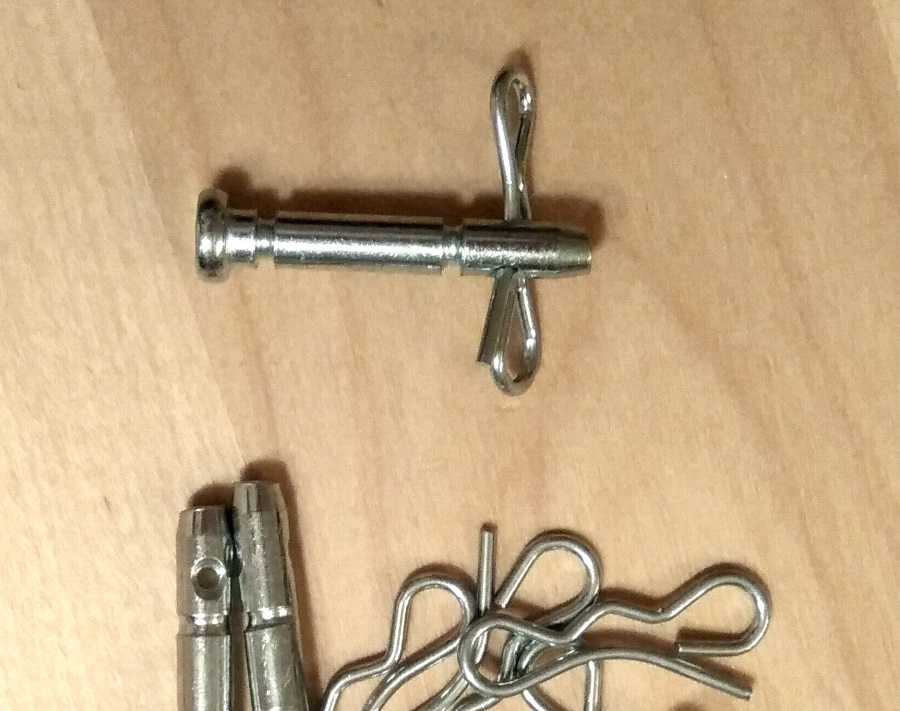
Scherbolzen mit Sicherungssplint für eine handgeführte Schneefräse

Ein Brechbolzen, Abscherbolzen oder kurz Scherbolzen ist ein Maschinenelement.
Brechbolzen werden als leicht austauschbarer Überlastungsschutz immer dann eingesetzt, wenn plötzliche Blockaden oder Überlastungen von Maschinenteilen nicht ausgeschlossen werden können und diese zu erheblichen Beschädigungen an der Maschine oder unkontrollierbarem Verhalten führen würden. Sie erfüllen im Bereich der Mechanik eine ähnliche Funktion wie eine Schmelzsicherung in einem elektrischen Schaltkreis.
Brechbolzen haben eine ähnliche Form wie ein genormter Bolzen, tragen jedoch in der Mitte eine umlaufende Kerbe. Entlang dieser Sollbruchstelle wird der Bolzen bei Überlastung durch die entstehenden Scherspannungen abgeschert. 
Einsatzgebiete von Brechbolzen sind beispielsweise:
- landwirtschaftliche Klein- und Großgeräte, z. B. der Mähwerksantrieb in Rasenmähern
- Propellerbefestigung an Booten und Außenbordmotoren
- die Lastbegrenzung bei mechanisch angetriebenen Seilwinden mit Schneckengetriebe. Hier werden Scherbolzen an der Verbindung der Antriebswelle mit dem Getriebe genutzt, um die Kraftübertragung bei Überschreiten der maximalen Belastung zu unterbrechen. Durch die selbsthemmende Eigenschaft des Schneckengetriebes bleibt die Last dann stehen.
- Werkzeugmaschinen für den Fall, dass das Werkzeug z. B. im Eilgang mit dem Werkstück kollidiert.
- Auch bei der Aufhängung von Flugzeugtriebwerken werden teilweise Scherbolzen eingesetzt. Tritt eine größere Belastung der Triebwerksbefestigung durch z. B. starke Vibrationen oder eine Bruchlandung auf, so brechen diese Bolzen, ohne eine größere Beschädigung an der Tragfläche zu verursachen. Beim El-Al-Flug 1862 verursachte der korrosionsbedingte Bruch des Scherbolzens den Abriss des inneren Triebwerks von der rechten Tragfläche, welches diese durch die nachfolgende Kollision mit selbigen so stark beschädigte, dass das Flugzeug abstürzte.